# Vimartin-sur-Orthe
Vimartin-sur-Orthe ist eine französische Gemeinde mit 1.107 Einwohnern (Stand: 1. Januar 2022) im Département Mayenne in der Region Pays de la Loire. Sie gehört zum Arrondissement Mayenne und zum Kanton Évron. 
Sie entstand als Commune nouvelle mit Wirkung vom 1. Januar 2021 durch die Zusammenlegung der bisherigen Gemeinden Saint-Martin-de-Connée, Saint-Pierre-sur-Orthe und Vimarcé, die in der neuen Gemeinde den Status einer Commune déléguée haben. Der Verwaltungssitz befindet sich im Ort Saint-Pierre-sur-Orthe.
Der Name setzt sich aus Teilen der Namen der fusionierten Gemeinden zusammen. Für den Namen, als einen von fünf Vorschlägen, stimmten 150 Einwohner.

## Gliederung
| Ortsteil                                 | ehemaliger INSEE-Code | Fläche (km²) | Einwohnerzahl zum 1. Januar 2022 |
| ---------------------------------------- | --------------------- | ------------ | -------------------------------- |
| Saint-Martin-de-Connée                   | 53239                 | 19,49        | 403                              |
| Saint-Pierre-sur-Orthe (Verwaltungssitz) | 53249                 | 31,66        | 476                              |
| Vimarcé                                  | 53274                 | 20,77        | 228                              |

## Geographie
Nachbargemeinden sind Saint-Germain-de-Coulamer im Norden, Mont-Saint-Jean, Sillé-le-Guillaume und Le Grez im Osten, Rouessé-Vassé im Süden und Südosten Izé und Saint-Georges-sur-Erve im Westen und Südwesten und Saint-Thomas-de-Courceriers im Nordwesten.